# 霜山徳爾
霜山 徳爾（しもやま とくじ、1919年7月5日 - 2009年10月7日）は、日本の臨床心理学者。上智大学文学部名誉教授。

## 人物
東京生まれ。成蹊小学校、旧制・成蹊高等学校（文科乙類）卒業。
東京大学文学部心理学科卒。ボン大学留学 (Ph.D.を取得)。
ヴィクトール・フランクル『夜と霧』（みすず書房、1956年）の訳者として著名。自身もフランクルの友人であった。
父は元大審院長で最高裁判事も歴任した霜山精一。妻･操子は元経団連会長石坂泰三の二女。
老衰のため2009年10月7日午前9時42分、東京都内で死去。

## 経歴
- 成蹊小学校（16回生）、旧制・成蹊高等学校（13回生）卒業。
- 1942年　東京帝国大学文学部心理学科卒業。
- 1946年　旧制成蹊高等学校教授
- 1949年　成蹊大学助教授
- 1950年　上智大学文学部助教授
- 1953～1955年　ボン大学大学院、Ph.D。
- 1957年　上智大学文学部教授
- 1969年　東京芸術大学客員教授
- 1989年　東洋英和女学院大学教授を兼任。
- 1990年　上智大学退任、名誉教授
- 1993年秋　勲三等瑞宝章受勲

## 著作
- 『明日が信じられない　幸福の条件』 光文社カッパブックス 1958
- 『人間とその陰』 中央出版社 1971
- 『仮象の世界 「内なるもの」の現象学序説』 思索社 1975、新版1990
- 『人間の限界』 岩波新書 1975、度々復刊
- 『人間へのまなざし』 中央公論社［中公叢書］ 1977
- 『人間の詩と真実　その心理学的考察』 中公新書 1978
- 『黄昏の精神病理学　マーヤの果てに』 産業図書 1985
- 『素足の心理療法』 みすず書房 1989、新装版2003、新編「始まりの本」2012
- 『共に生き、共に苦しむ　私の「夜と霧」』 河出書房新社 2005

### 著作集
- 『霜山徳爾著作集』全7巻、学樹書院 1999-2001　
  - 「1．明日が信じられない、人間とその蔭 ほか」
  - 「2．天才と狂気、人間の限界、エルドラードと分裂病」
  - 「3．現存在分析と現象学」
  - 「4．心理療法と精神病理」
  - 「5．仮象の世界、不在者の浮上 ほか」
  - 「6．多愁多恨亦悠悠－心理療法の問題集、素足の心理療法」
  - 「7．時のしるし　エッセイ集、歌集・通奏低音」

評伝
- 畑島喜久生『霜山徳爾の世界　ある心理学者にかんする私的考察』学樹書院 2006

## 翻訳
- 「カトリシズムの本質」 カール・アダム 吾妻書房 1949
- 「ベルジャエフの哲学　ロシア的実存主義」 ベルンハルト・シュルツェ 理想社 1951
- 「夜と霧 ドイツ強制収容所の体験記録」 ヴィクトール・フランクル みすず書房 1956。※みすず版は各新版刊
- 「死と愛 実存分析入門」 ヴィクトール・フランクル みすず書房 1957
- 「神経症 その理論と治療」 ヴィクトール・フランクル 「著作集」みすず書房 1961
- 「東洋の英知と西欧の心理療法 精神医学者のインド紀行」 メダルト・ボス、大野美津子共訳 みすず書房 1972
- 「プログラムされた人間 攻撃と親愛の行動学」　I.アイブル=アイベスフェルト、岩淵忠敬共訳 平凡社 1977
- 「生命ある限り 生と死のドキュメント」 エリザベス・キューブラー＝ロス、沼野元義共訳 産業図書 1982
- 「精神療法と向精神薬」　M.H.グリーンヒル、A.グラニック編、日向野春総共訳 産業図書 1984
- 「生命尽くして 生と死のワークショップ」　E.キューブラー・ロス、沼野元義共訳 産業図書 1984
- 「自殺のシグナル 青年期前後の記録」 M.ジィフィン、C.フェルゼンタール、妙木浩之共訳 産業図書 1985

## 編著
- 「異常心理学講座　第2巻」みすず書房 1956
- 「臨床心理学　保育シリーズ5」学術図書出版社 1988
- 「心理療法を学ぶ　基礎理論から臨床まで」有斐閣選書（監修、鍋田恭孝編） 改訂版2000

### 論文
- 「情動空間の一考察」 『千輪浩先生還暦記念論文集 最近心理学の諸問題』 東京大学・同記念事業委員会発行 1952
- 前田嘉明と共著 「現代ドイツ心理学」 『心理学講座 1. 現代心理学』 中山書店 1953
- 「心理療法 (2)」 『異常心理学講座第1部異常心理学 F. 異常心理の治療・診断・処置 (第二分冊)』 みすず書房 1955 - 1958
- 「衝動の病理」 『異常心理学講座第2部精神病理学 B. 情動の病態心理 (第二分冊)』 みすず書房 1954 - 1958
- 「心理学の諸学派が教育心理学に果たした役割 4. 了解心理学」 『現代教育心理学大系 1. 総論』 中山書店 1958
- 「不安」 『講座現代社会心理学 5. 異常社会の心理』 中山書店 1958
- 「めまいと人間-心理学的立場から」 『精神神経学雑誌』 第64巻 9号 1962
- 「不安 (2)」 『異常心理学講座 1. 異常心理学1』 みすず書房 1966
- 「心理療法 (3) - 現存在分析」 『異常心理学講座 3. 心理療法』 みすず書房 1968
- 「老いと死の意味-五十嵐雨」 馬場謙一ほか編 『日本人の深層分析 11. 老いと死の深層』 有斐閣 1985

## 系譜
- 霜山家

```
　　　　　　　
　　　　　　　　　　　　　　　　　　┏石坂一義
　　　　　　　　　　　　　　　　　　┃
　　　　　　　　　　　　　　　　　　┣石坂泰介
　　　　　　　　　　　　　　　　　　┃　　　
　　　　　　　　　　　　　石坂泰三　┣石坂泰夫
　　　　　　　　　　　　　　　┃　　┃
　　　　　　　　　　　　　　　┣━━╋石坂泰彦
　　　　　　　　　　　　　　　┃　　┃
　　　　　　　　　織田一━━雪子　　┣石坂信雄
　　　　　　　　　　　　　　　　　　┃
　　　　　　　　　　　　　　　　　　┣智子
　　　　　　　　　　　　　　　　　　┃
　　　　　　　　　　　　　　　　　　┗操子
　　　　　　　　　　　　　　　　　　　┃
　　　　　　　　　　　┏霜山精一━━霜山徳爾
　　　　　　　　　　　┃
　　　　　　　　　　　┗秀野　　　┏横田正俊
　　　　　　　　　　　　　┃　　　┃
　　　　　　　　　　　　　┣━━━╋吾妻光俊
　　　　　　　　　　　　　┃　　　┃
　　　　　　　　　　┏横田秀雄　　┗横田雄俊
　　　　　　　　　　┃
　　　　　横田数馬━╋和田英
　　　　　　　　　　┃
　　　　　　　　　　┗小松謙次郎

```